# Club Deportivo Petrolero
El Club Deportivo Olimpia Petrolero (también conocido como Petrolero de Yacuiba, Petrolero del Chaco, o simplemente Petrolero) es un club deportivo boliviano de la ciudad de Yacuiba, Departamento de Tarija. Fue fundado el 4 de septiembre de 2000.
Sus años en el fútbol profesional boliviano lo hicieron ganarse la simpatía de la afición Tarijeña, motivo por el cual se convirtió en el club más popular e importante de la ciudad de Yacuiba.
A nivel internacional disputó la Copa Sudamericana 2017, convirtiéndose en el primer equipo de su departamento en participar oficialmente de una competencia internacional de la CONMEBOL.

## Historia

### Fundación
Petrolero fue fundado el 4 de septiembre de 2000 en el barrio Petrolero y entrenaban en la cancha Santa Candelaria también llamado Atlético Norte y ahora cancha Petrolera . Sus primeros pasos los dio en la Liga Provincial de Yacuiba, saliendo campeón varias veces.
En 2006 tomó el mando del club el Sr. Federico Ibarra Olarte, el actual presidente y salió Campeón de la liga Provincial de Yacuiba el 2006 en diciembre del mismo año. Aceptó la invitación que le extendieron con la condición de comprar un equipo en la Asociación Tarijeña de Fútbol (ATF); de esa manera se generó la fusión de Real Charcas con Petrolero y pasó a llamarse en los primeros años Real Charcas Petrolero. Tras una serie de trámites quedó como Petrolero y así fue inscrito ante la Federación Boliviana de Fútbol (FBF) para el Nacional B.

### Participación en ATF, Nacional B y LFPB
En 2008 logró el campeonato de la ATF, aunque el 2008 no participó en la antigua Copa Simón Bolívar porque no fue inscrito en el tiempo reglamentario por la ATF, debido a la impugnación que se le hizo al club Ciclón por ganar el partido que disputó frente al club Petrolero fuera del reglamento, y por tanto Petrolero es declarado Campeón 2008. Se creó una rivalidad con Ciclón por quitarle la opción de jugar la Copa Simón Bolívar en 2008 al Club Petrolero convirtiéndose en el Clásico Departamental Yacuiba y Tarija En 2009 logró por segunda vez una histórica clasificación a la Copa Simón Bolívar 2009 tras ganar la segunda rueda del torneo de la primera "A" del campeonato tarijeño de fútbol, y después de jugar un partido de definición del título del campeonato ante Ciclón obtuvo el subcampeonato de la ATF de ese año y finalmente fue eliminado de la Copa Simón Bolívar 2009 en la primera fase. En 2010, Petrolero logró que fuera aceptada su solicitud para ser local en Yacuiba, jugó en su estadio y el 2011 consiguió ser el campeón tarijeño de la ATF, se clasificó al Nacional B 2011/12 con el objetivo de llegar a la Liga del Fútbol Profesional Boliviano mediante este certamen. El 22 de abril del 2012 se proclama campeón del torneo Nacional B 2011/12 en el estadio Félix Capriles de la ciudad de Cochabamba, al vencer en el partido de desempate por el título del campeonato a Destroyers por el marcador de 3-1 y logrando así ascender por primera vez y de manera directa a la Liga del Fútbol Profesional Boliviano.
Petrolero participó en los Torneos Apertura y Clausura de la temporada 2012/13 de la Liga, pero los resultados no lo acompañaron y descendió de categoría en el indirecto frente a Sport Boys.
Inmediatamente se inicia la operación retorno a la Liga logrando salir subcampeón del Nacional B 2013/14 derrotando con una goleada histórica al campeón del torneo Universitario de Pando. De esta manera disputó los partidos de ascenso y descenso indirecto contra Aurora.
Es así que el 11 de junio de 2014 luego de dos empates en la ida y vuelta por 1 a 1, volvieron a enfrentarse en un tercer partido de desempate esta vez en Sucre, volviendo a empatar 1 a 1 y llegando a la tanda de los penaltis donde se impuso Petrolero por 4 a 3 a Aurora y logrando el ansiado retorno a la Primera División de la Liga de Fútbol Profesional Boliviano.

## Uniforme
Desde el día de su fundación Petrolero siempre ha mantenido su uniforme titular, con mínimos cambios en su diseño a lo largo de su historia. Tradicionalmente usa camiseta verde, pantalón blanco, medias verdes para su uniforme titular y camiseta blanca, pantalón verde, medias verdes para su uniforme alternativo.
- Uniforme titular: Camiseta verde, pantalón blanco y medias blancas.
- Uniforme alternativo: Camiseta blanca, pantalón verde y medias verdes.

### Indumentaria y patrocinador
| Período       | Logotipo | Proveedor    |
| ------------- | -------- | ------------ |
| 2024-presente |          | Velco Sports |

### Evolución del uniforme

#### Copas internacionales
- Copa Sudamericana 2017

| Titular | Visitante |

## Instalaciones

### Estadio

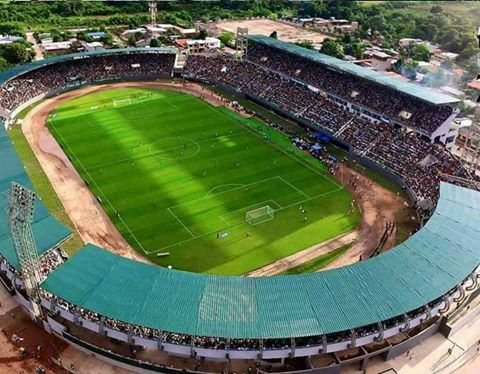
Vista aérea del Estadio Ovidio Messa Soruco.

Petrolero disputa sus partidos de local en el Estadio Ovidio Messa Soruco que posee una capacidad de 25 000 espectadores y el cual fue inaugurado el 27 de marzo de 2017. Lleva ese nombre en honor a Ovidio Messa (†), exfutbolista tarijeño.

### Federico Ibarra Olarte
Anteriormente el Club disputaba sus partidos como local en el Estadio Federico Ibarra Olarte que posee una capacidad para 9 000 espectadores y que está ubicado en la comunidad de campo Pajoso a 8 km de Yacuiba.

## Datos del club
- Puesto en la clasificación histórica de la Primera División: 25.º
- Temporadas en Primera División: 4.
- Mejor puesto en Primera División: 6.° (Cl. 2016).
- Peor puesto en Primera División: 11.° (en cuatro ocasiones).
- Mayor goleada a favor
  - En torneos nacionales:
    - 5 - 1 contra Aurora (13 de enero de 2023).
    - 5 - 0 contra Nacional Potosí (18 de diciembre de 2016).
    - 5 - 0 contra Real Potosí (26 de mayo de 2017).
- Mayor goleada en contra
  - En torneos nacionales:
    - 0 - 8 contra The Strongest (9 de enero de 2023).
    - 1 - 5 contra Guabirá (9 de abril de 2017).
    - 1 - 5 contra The Strongest (30 de abril de 2017).
- Primer partido en torneos nacionales: 1 - 0 contra Bolívar (29 de julio de 2012).
- Primer partido en torneos internacionales: 1 - 3 contra  Universidad Católica (4 de abril de 2017) (Copa Sudamericana 2017).
- Jugador con más partidos disputados: Aldo Gallardo (146 partidos oficiales).
- Jugador con más goles: Enzo Maidana (32 goles en competiciones oficiales).

#### Ascensos y descensos
- 2011:  Ascenso de la  Copa Simón Bolívar a la Primera División de Bolivia.
- 2012:  Descenso de la Primera División de Bolivia a la Asociación Tarijeña de Fútbol.
- 2013:  Ascenso de la Copa Simón Bolívar a la Primera División de Bolivia.
- 2017:  Descenso de la Primera División de Bolivia a la Asociación Tarijeña de Fútbol.

#### Participaciones internacionales
| Torneo                | Ediciones |
| --------------------- | --------- |
| Copa Sudamericana (1) | 2017.     |

#### Petrolero en competiciones internacionales
| Torneo                 | Ronda        | Rival                | Ida | Vuelta |
| ---------------------- | ------------ | -------------------- | --- | ------ |
| Copa Sudamericana 2017 | Primera fase | Universidad Católica | 1–3 | 0–3    |

### Participaciones en campeonatos nacionales
| \| Competencia \| Detalle \| \| Competencia \| Posición \| \| -------------------------- \| -------- \| \| Copa Simón Bolívar 2011-12 \| Campeón \| \| Apertura 2012 \| 10.º \| \| Clausura 2013 \| 11.º \| \| Copa Simón Bolívar 2013-14 \| 2.º \| \| Apertura 2014 \| 10.º \| \| Clausura 2015 \| 8.º \| \| Apertura 2015 \| 11.º \| \| Clausura 2016 \| 6.º \| \| Apertura 2016 \| 11.º \| \| Apertura 2017 \| 11.º \| \| Clausura 2017 \| 9.º \| |          |
| Competencia | Detalle  |
| Competencia | Posición |
| Copa Simón Bolívar 2011-12 | Campeón  |
| Apertura 2012 | 10.º     |
| Clausura 2013 | 11.º     |
| Copa Simón Bolívar 2013-14 | 2.º      |
| Apertura 2014 | 10.º     |
| Clausura 2015 | 8.º      |
| Apertura 2015 | 11.º     |
| Clausura 2016 | 6.º      |
| Apertura 2016 | 11.º     |
| Apertura 2017 | 11.º     |
| Clausura 2017 | 9.º      |

     Campeón.
    Subcampeón.
    Tercer Lugar.
     Ascenso.
     Descenso.

## Palmarés

### Torneos nacionales
| Competición nacional     | Títulos  | Subcampeonatos |
| ------------------------ | -------- | -------------- |
| Copa Simón Bolívar (1/1) | 2011/12. | 2013/14.       |

### Torneos regionales (2)
| Competición nacional    | Títulos     | Subcampeonatos |
| ----------------------- | ----------- | -------------- |
| Primera "A" (ATF) (2/2) | 2008, 2011. | 2009, 2018-I.  |

### Torneos amistosos
| Torneos nacionales Amistosos | Torneos nacionales Amistosos |
| Competición                  | Títulos                      |
| ---------------------------- | ---------------------------- |
| Copa Villamontes (1)         | 2012.                        |

## Jugadores

### Altas y bajas 2025
| Altas             |               |                   |       |      |
| Futbolista        | Posición      | Procedencia       | Tipo  | Ref. |
| Primer Semestre   |               |                   |       |      |
| Claudio Rodríguez | Entrenador    | libre             | Libre |      |
| Miltón Garzón     | Defensa       | Ciclón            | Libre |      |
| Francisco Ojeda   | Mediocampista | Totora Real Oruro | Libre |      |
| Shelove Achelus   | Delantero     | Alianza Beni FC   | Libre |      |
| Kevin Mina        | Delantero     | Persikas Subang   | Libre |      |

| Bajas           |            |         |       |      |
| Futbolista      | Posición   | Destino | Tipo  | Ref. |
| Primer Semestre |            |         |       |      |
| Marcelo Claros  | Entrenador | libre   | Libre |      |

### Máximos goleadores
- Incluye datos de Primera División.

| Jugador          | Goles |
| ---------------- | ----- |
| Enzo Maidana     | 30    |
| Jeison Quiñónez  | 21    |
| Rodrigo Vargas   | 16    |
| Juan Camilo Ríos | 11    |
| Freddy Chispas   | 10    |

### Máximas presencias
- Incluye datos de Primera División y Copas internacionales.

| Jugador          | Partidos |
| ---------------- | -------- |
| Aldo Gallardo    | 141      |
| Juan Camilo Ríos | 131      |
| Gerson García    | 96       |
| Luis Hurtado     | 90       |
| José Baez        | 87       |
| Jesús Flores     | 84       |
| Iván Brun        | 74       |
| Paul Burton      | 66       |

### Jugadores extranjeros
| Nacionalidad | Jugadores | Jugadores |
| ------------ | --------- | --- |
| América      |           | |
| Argentina    | 9         | Rodrigo Giagnoni, Fernando Montenegro, Luis Ángel Guevara, Santiago Bianchi, Martín Palavicini, Enzo Maidana, Iván Brun, Gonzalo Añazgo, Agustín Fazio |
| Brasil       | 1         | Rogerio Inacio Leilão |
| Colombia     | 7         | Cristian Pulido, Jeison Quiñónez, Juan Camilo Ríos, Diego Vacca, Kevin Benítez, Jáner Guazá, Víctor Guazá                                              |
| México       | 2         | Jaime Durán, Omar Flores |
| Paraguay     | 2         | José Baez, David Robles |

## Entrenadores

### Cronología
- Mario Rolando Ortega (2012-13)
- David de la Torre (2014-)
- Milton Maygua (2017)
- Fabri González (2017)
- Gerardo Silva (2018)
- Óscar Garvizú (2024)
- Alexis Sánchez (2024)
- Marcelo Claros (2024)
- Claudio Rodríguez (2025-)

## Directiva
Esta es la comisión directiva del Club Deportivo Petrolero de la temporada 2022:
| Cargo              | Nombre           |
| Presidente         | Federico Ibarra  |
| 1. Vicepresidente  | Carlos García    |
| 2. Vicepresidente  | Ignacio Helguero |
| Secretario General | José Vargas      |
| Gerente Deportivo  | Federico Ibarra  |
| Vocal              | Jaime Ibarra     |
| Vocero             | Fabián Flores    |
| Jefe de Prensa     | Josías López     |

## Afición

### Barras organizadas
La Furia del Sur es la Barra brava oficial del club, está conformado por jóvenes provenientes de diversos sectores de la ciudad de Yacuiba y del interior del país, los cuales se dividen en numerosos subgrupos.
Principalmente tiene viajes a ciudades del sur boliviano como Sucre y Tarija, donde juega el Clásico Tarijeño con Ciclón, también tiene viajes a Potosí y en poco número al norte del país. Tiene enfrentamientos con la Barra Los Capos del Sur de Ciclón por ser la barra organizada del principal rival.
La barra se caracteriza por el incansable apoyo al club, y sobre todo por su acompañamiento a otros recintos deportivos del interior del país, también han organizando grandes recibimientos.

### Popularidad
Desde su ascenso a la Primera División, Petrolero se ha convertido en el equipo más popular de la ciudad de Yacuiba. En la actualidad Petróleo y Ciclón son los clubes con el mayor número de simpatizantes o hinchas en el Departamento de Tarija.

## Rivalidades
Existe una gran rivalidad entre los 5 grandes del departamento de Tarija, con el paso del tiempo algunos de estos han tomado mayor relevancia debido a factores como el origen de ambos equipos, su ubicación geográfica, disputa por cantidad de títulos, rivalidad entre hinchadas o porque muchas veces estos partidos definían campeonatos en la ATF, entre otras cosas. Los clásicos de Petrolero son versus Ciclón, Unión Tarija, Atlético Bermejo y las más reciente con San Isidro (que completan a los 5 grandes).

### Rivalidad con Ciclón
El Club Petrolero mantiene una fuerte rivalidad con Ciclón, y los partidos que disputa con este también son considerados como clásicos. Estos dos equipos se han enfrentado en la liga profesional en 6 ocasiones.

### Rivalidad con Unión Tarija
El partido con Unión Tarija es uno de los más importantes a nivel regional, y es considerado como "clásico" en sí. Este partido siempre es esperado por ambos equipos con mucha ansiedad.

### Rivalidad con Atlético Bermejo
El Club Atlético Bermejo es otro rival del club.